# Japanische Badmintonmeisterschaft 2015
Die Japanische Badmintonmeisterschaft 2015 fand vom 1. bis zum 6. Dezember 2015 in Tokio statt. Es war die 69. Austragung der nationalen Titelkämpfe im Badminton in Japan.

## Medaillengewinner
| Disziplin    | Gold                             | Silber                            | Bronze                         |
| ------------ | -------------------------------- | --------------------------------- | ------------------------------ |
| Herreneinzel | Kento Momota                     | Sho Sasaki                        | Kenta Nishimoto                |
| Herreneinzel | Kento Momota                     | Sho Sasaki                        | Akira Koga                     |
| Dameneinzel  | Nozomi Okuhara                   | Sayaka Sato                       | Kaori Imabeppu                 |
| Dameneinzel  | Nozomi Okuhara                   | Sayaka Sato                       | Akane Yamaguchi                |
| Herrendoppel | Keigo Sonoda Takeshi Kamura      | Takuro Hoki Yugo Kobayashi        | Kenichi Hayakawa Hiroyuki Endo |
| Herrendoppel | Keigo Sonoda Takeshi Kamura      | Takuro Hoki Yugo Kobayashi        | Hiroyuki Saeki Ryota Taohata   |
| Damendoppel  | Ayaka Takahashi Misaki Matsutomo | Naoko Fukuman Kurumi Yonao        | Shizuka Matsuo Mami Naito      |
| Damendoppel  | Ayaka Takahashi Misaki Matsutomo | Naoko Fukuman Kurumi Yonao        | Koharu Yonemoto Shiho Tanaka   |
| Mixed        | Kenta Kazuno Ayane Kurihara      | Kenichi Hayakawa Misaki Matsutomo | Keigo Sonoda Naoko Fukuman     |
| Mixed        | Kenta Kazuno Ayane Kurihara      | Kenichi Hayakawa Misaki Matsutomo | Yuta Watanabe Arisa Higashino  |